# Alternatív rock

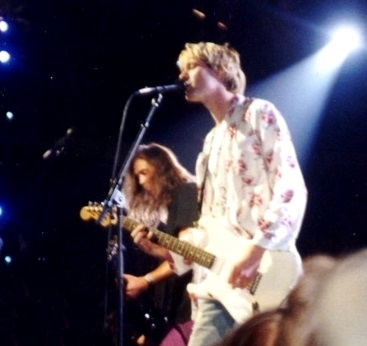
Nirvana

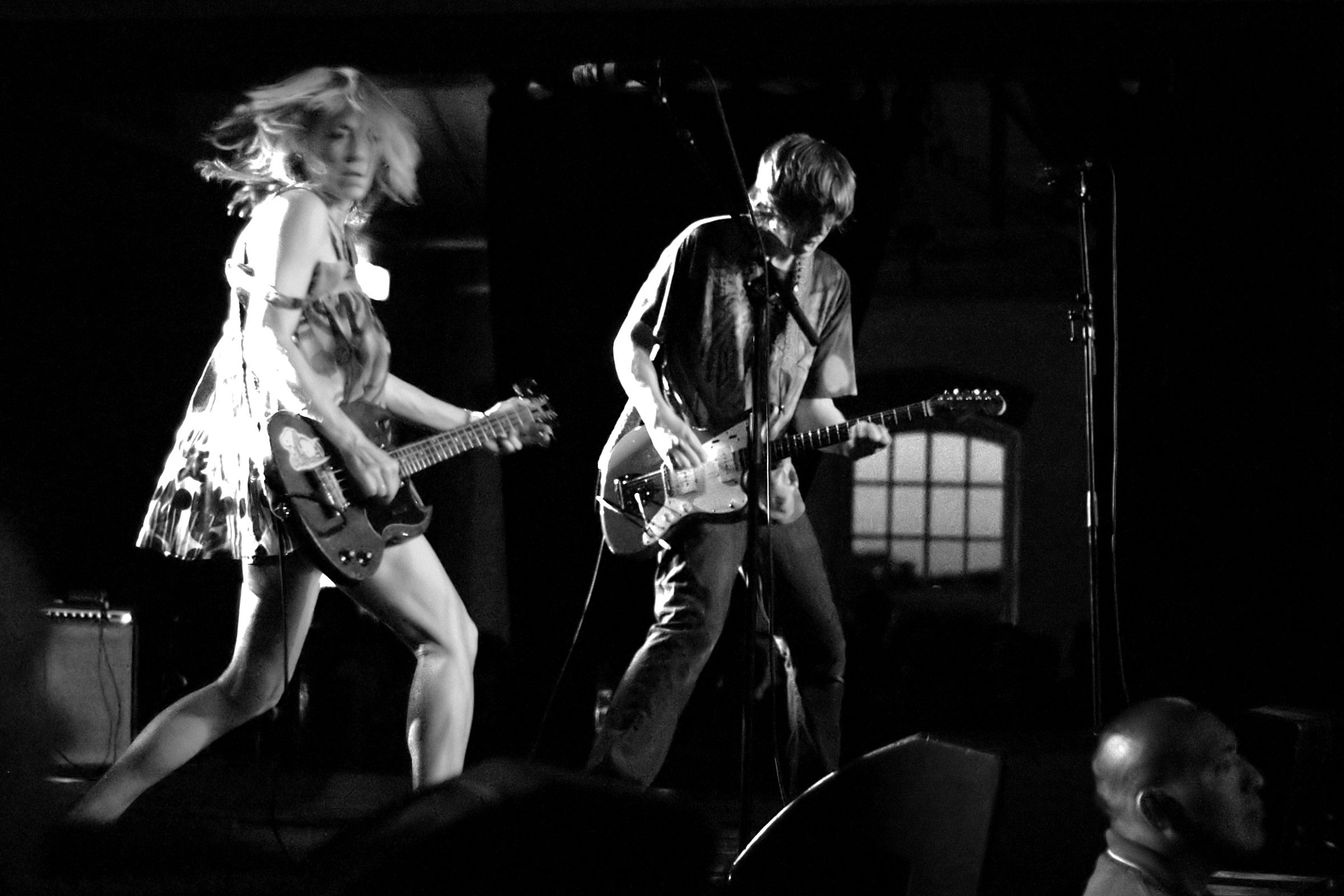
Sonic Youth

Az alternatív rock (más néven alternatív zene, alt-rock vagy egyszerűen alternatív) a rockzene egyik műfaja, amely az 1980-as években jött létre és széles körben elterjedt az 1990-es években.

## Jellemzői
Az alternatív rock számos alműfajból áll, melyek az 1980-as években a indie rockból vált ki. Az alternatív rock alműfajai a grunge, a Britpop, a gothic rock és az indie pop. Ezek mind a punk stílusára és magatartásformájára építkeznek, ami az 1970-es években fektette le a műfaj alapjait. Egy időben az alternatív rock kifejezést összefoglaló meghatározásnak használták az underground zenészek által előadott rockzenére az 1980-as években és minden olyan műfajra, ami a punk rockból jött létre (beleértve magát a punkot, az Új hullámot és a post-punkot is).
Bár néhány alternatív rock előadó, többek között a R.E.M. és a The Cure kereskedelmi sikereket ért el és bekerült a köztudatba, sok zenész inkább kultzenét játszott, melyet független lemezkiadó cégek vettek fel és leginkább egyetemi rádiókban játszották és szóban hirdették. A Nirvana áttörésének és az 1990-es évek népszerű grunge- és britpop-mozgalmának köszönhetően az alternatív rock belépett a zenei köztudatba és számos alternatív együttes népszerű és sikeres lett.

## A kifejezés
A műfaj, melyet ma alternatív rockként ismerünk, számos más néven volt ismert, mielőtt a kifejezés elterjedt az 1990-es években. Az Egyesült Államokban a College rock kifejezést használták az 1980-as években az egyetemi rádiókban játszott zenére, amely az egyetemi hallgatók körében volt népszerű. Az Egyesült Királyságban ehelyett az „indie” szó volt használatos; 1985-re a kifejezés már egy kifejezett stílusra vagy bizonyos alműfajok csoportjára utalt, ahelyett hogy magát a tényt jelezte volna, hogy egy előadó független lemezcégeknél publikált. Az „indie rock” fogalma a műfaj 1990-es évek eleji áttöréséig egyet jelentett az alternatív rockkal, mivel az együttesek többségének zenéje független lemezkiadóknál jelentek meg.

## Jellegzetességei
Az „alternatív rock” kifejezés egy általános fogalommegjelölés, amely a punk nyomán az 1980-as évek közepétől megszületett underground zenét foglalja magában. Történelme során az alternatív rockot leginkább a mainstream kultúra elüzletiesedése határozta meg. Az 1980-as évek alternatív együttesei általában kis klubokban játszottak, független lemezcégek jelentették meg a lemezeiket és szóban terjesztették zenéjüket.
Bár nincs egészében, minden alternatív rockzenére általánosságában jellemző zenei stílus, ennek ellenére a The New York Times 1989-ben azt állította, hogy a műfaj "mindenekelőtt gitárzene, amely főleg kvint hangközt (power chordot) és csilingelő riffeket használ, zümmög és sípol a Larsen-effekttől".
A műfaj hangzásvilága a grunge kemény gitárzenéjétől a gothic rock búskomor hangulatán át a Britpop által felélesztett gitárpopon keresztül a twee pop kaotikus stílusáig terjed. Az alternatív rockdalok szövege más rockműfajoknál gyakrabban szól társadalmi problémákról, például drogról, depresszióról és környezetvédelemről. Ez a hozzáállás az 1980-as években és az 1990-es évek elején Nagy-Britanniában és az Egyesült Államokban kialakult társadalmi és gazdasági feszültség miatt alakult ki.

## Alternatív pop
Az alternatív pop az alternatív rock egy olyan kategóriája, amely ugyan megfelel a kereskedelmi elvárásoknak, de olyan előadók készítik a számokat, akik a mainstreamen kívül vannak, és a zenéjük sokkal eklektikusabb, mint a hagyományos pop. Gyakran fiatal előadók készítenek ilyen tipusú zenét, a műfaj inkább felel meg a valós tinédzser élettapasztalatoknak, „sötétebb” elemekkel rendelkezik.
Az első előadók, akik ebbe a kategóriába kerültek Avril Lavigne és Santigold voltak a 2000-es évek elején, majd a 2010-es években terjedt el méginkább a műfaj Lana Del Reynek, Lorde-nak és később Billie Eilish-nak köszönhetően.

## Fordítás
- Ez a szócikk részben vagy egészben  az   Alternative rock című angol Wikipédia-szócikk fordításán alapul.  Az eredeti cikk szerkesztőit annak laptörténete sorolja fel. Ez a jelzés csupán a megfogalmazás eredetét és a szerzői jogokat jelzi, nem szolgál a cikkben szereplő információk forrásmegjelöléseként.